# Renesco Garagenbetriebe

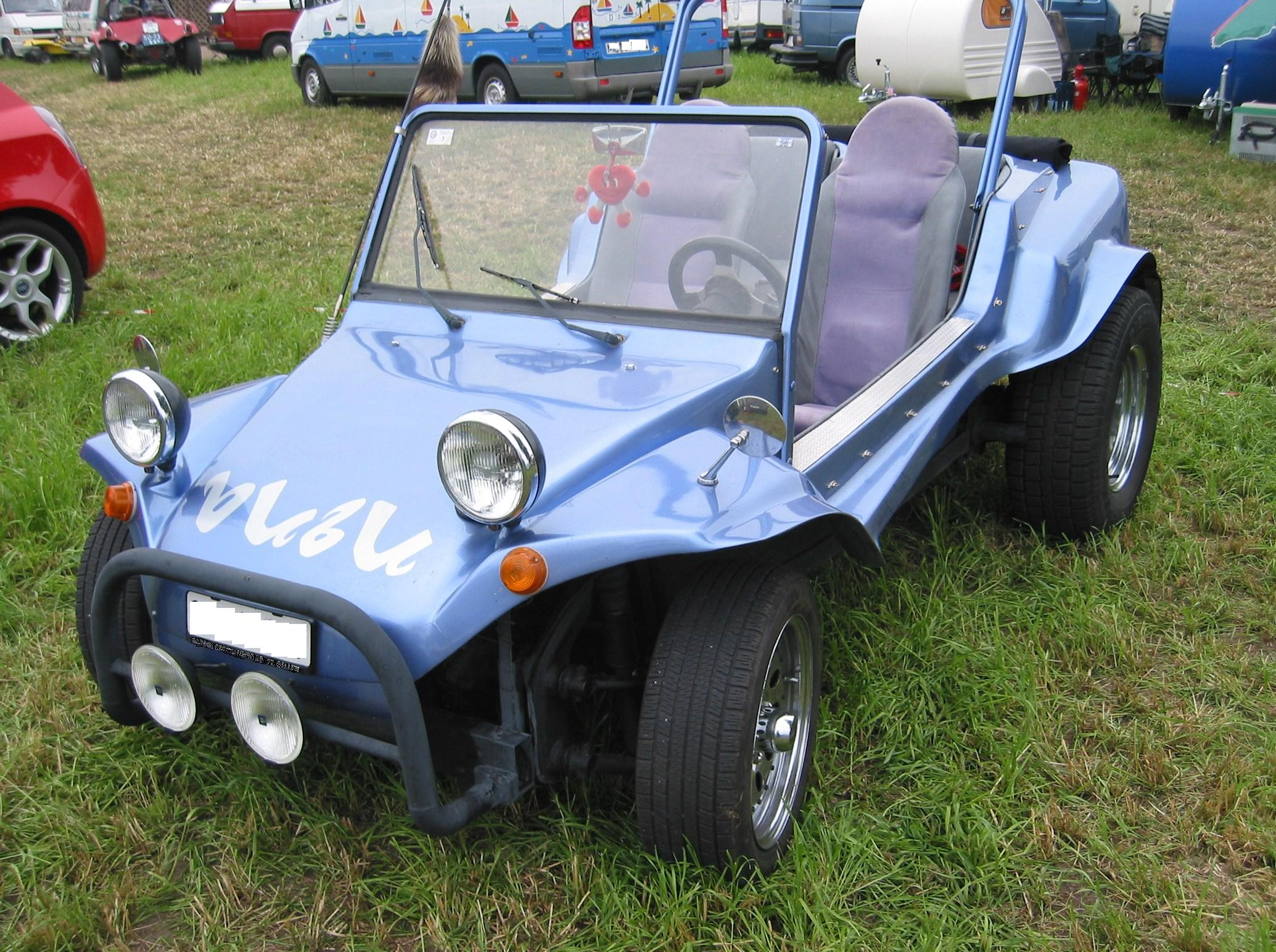
Swiss Buggy

Renesco Garagenbetriebe AG, zuvor Fahrzeugbau AG, war ein Schweizer Automobilhersteller. Die Markennamen lautete Swiss Buggy und Fabino.

## Unternehmensgeschichte
Das Unternehmen Fahrzeugbau AG von René Schmid begann 1972 in Otelfingen mit der Produktion von Automobilen. 1976 wurde das Unternehmen in Renesco Garagenbetriebe AG umbenannt. 1979 endete die Produktion.

## Fahrzeuge

### Markenname Swiss Buggy
Dieser Markenname fand zwischen 1972 und 1975 Verwendung für Buggys auf VW-Basis. Offene Buggy-Karosserien wurden auf Fahrgestelle vom VW Käfer, die um 40 cm auf den Radstand von 2 Meter gekürzt wurden, montiert. Für den Antrieb sorgten luftgekühlte Vierzylinder-Boxermotoren von VW mit 1200 cm³, 1300 cm³, 1500 cm³ und 1600 cm³ Hubraum. Probleme mit VW sowie das Nachlassen des Buggy-Booms führten 1975 zur Einstellung der Serienproduktion.

### Markenname Fabino
Das Unternehmen hatte 1974 ein eigenes Fahrgestell entwickelt. Darauf wurden sowohl Buggy- als auch Coupé-Karosserien montiert. Für den Antrieb sorgten nun Einbaumotoren von Renault. Zur Wahl standen Vierzylindermotor vom Renault 12 und V6-Motoren vom Renault Alpine A310.